# 白尚武
白尚武（1928年—），男，山西兴县人，中华人民共和国政治人物，曾任中共四川省委常委、政法委员会书记，四川省人大常委会副主任。